# 卡尔德内特
卡尔德内特，是西班牙卡斯蒂利亚-拉曼恰昆卡省的一个市镇。总面积98平方公里，总人口699人（2001年），人口密度7人/平方公里。